# Mallinus defectus
Mallinus defectus là một loài nhện trong họ Zodariidae.
Loài này thuộc chi Mallinus. Mallinus defectus được Embrik Strand miêu tả năm 1906.